# Oriakhill
Oriakhill, Oryakhel lub Oriakheil (paszto: اوریا خېل) – duże plemię Pasztunów zamieszkujące głównie w północnej części prowincji Kabulu w Qarabagh i Paghman, a także w Laghman i Zurmat w prowincji Paktija i Baghlan w Afganistanie.